# Reinhart Staats
Reinhart Staats (* 8. Februar 1937 in Braunschweig) ist ein deutscher evangelischer Kirchenhistoriker. Er war Professor für Kirchengeschichte an der Christian-Albrechts-Universität zu Kiel.

## Leben
Nach dem Schulbesuch in Braunschweig, Königslutter und Ölmevalla (Schweden) legte er 1957 das Abitur am Braunschweiger Wilhelm-Gymnasium ab. Das Theologiestudium (1957–1962) an der Universität Tübingen, der kirchlichen Hochschule Berlin-Zehlendorf und der Universität Göttingen schloss er 1962 mit dem ersten theologischen Examen vor der evangelisch-lutherischen Landeskirche in Braunschweig ab. Anschließend war er von 1962 bis 1965 Repetent an der Theologischen Fakultät Göttingen. Das Vikariat in Walkenried schloss er 1965 mit dem zweiten theologischen Examen vor der evangelisch-lutherischen Landeskirche in Braunschweig ab. 1965 wurde er bei Hermann Dörries mit der Arbeit Der Traktat Gregors von Nyssa „De Instituto Christiano“. Beweis seiner Abhängigkeit vom Großen Brief des Symeon von Mesopotamien promoviert. Von 1965 bis 1969 war er Gemeindepfarrer in Wieda, anschließend bis 1974 Wissenschaftlicher Assistent an der Theologischen Fakultät der Universität Heidelberg bei Alfred Schindler, bei dem er 1973 mit der Arbeit Theologie der Reichskrone. Ottonische „Renovatio imperii“ im Spiegel einer Insignie für das Fach Kirchengeschichte habilitiert wurde. 1974 wurde er dort Universitätsdozent und 1976 Professor. Im Sommersemester 1977 war er Gastprofessor an der Universität Saarbrücken. 
1984 wurde er als Nachfolger von Heinrich Kraft zum Professor für Kirchengeschichte und als Institutsdirektor an die Christian-Albrechts-Universität Kiel berufen. Von 1987 bis 1989 und von 1992 bis 1994 war er Dekan der theologischen Fakultät. 1991 wurde ihm der theologische Ehrendoktor der Universität Lund verliehen. Im Sommersemester 1992 war er Gastprofessor an der Universität Leipzig. Seit 1994 ist er Mitglied der Norwegischen Akademie der Wissenschaften. 2002 wurde er emeritiert.

## Veröffentlichungen (Auswahl)
- Gregor von Nyssa und die Messalianer. (Patristische Texte und Studien; Band 8). de Gruyter, Berlin 1968 (= Dissertation).
- Theologie der Reichskrone. Ottonische „Renovatio imperii“ im Spiegel einer Insignie. (Monographien zur Geschichte des Mittelalters; Band 13). Hiersemann, Stuttgart 1976, ISBN 3-7772-7611-1 (= Habilitationsschrift).
- Makarios-Symeon. Epistola magna. Gregors von Nyssa „De instituto christiano“. Eine messalianische Mönchsregel und ihre Umschrift. (Abhandlungen der Akademie der Wissenschaften zu Göttingen. Philologisch-Historische Klasse; Folge 3. Nummer 134). Vandenhoeck und Ruprecht, Göttingen 1984, ISBN 3-525-82415-7.
- mit Hans Christoph von Hase, Holger Roggelin, Matthias Wünsche (Hrsg.): Barcelona, Berlin, Amerika. 1928–1931. (Dietrich Bonhoeffer. Werke; Band 10). Kaiser, Gütersloh 1991, ISBN 3-459-01899-2.
  - mit Hans Christoph von Hase, Holger Roggelin, Matthias Wünsche, Clifford J. Green (Hrsg.): Barcelona, Berlin, Amerika. 1928–1931. Translated by Douglas W. Stott. (Dietrich Bonhoeffer works; Band 10). Fortress Press, Minneapolis 2008, ISBN 978-0-8006-8330-6.
- Die Reichskrone. Geschichte und Bedeutung eines europäischen Symbols. Vandenhoeck und Ruprecht, Göttingen 1991, ISBN 3-525-36226-9 (2. Auflage 2008).
- (Hrsg.): Biographie und Autobiographie – theologische und geschichtswissenschaftliche Kriterien. (Verkündigung und Forschung; Jahrgang 39, Heft 1). Kaiser, Gütersloh 1994, ISSN 0342-2410.
- (Hrsg.): Harmoniumklänge über dem Exerzierplatz. Kieler Kultur vor 1900. Nach den Erinnerungen von Johannes Möller. (Schriften des Vereins für Schleswig-Holsteinische Kirchengeschichte. Reihe 1; Band 39). Wachholtz, Neumünster 1995, ISBN 3-529-02842-8.
- Das Glaubensbekenntnis von Nizäa-Konstantinopel. Historische und theologische Grundlagen. Wissenschaftliche Buchgesellschaft, Darmstadt 1996, ISBN 3-534-01840-0.
- Heinrich der Löwe und Byzanz. Die ökumenische und kunsthistorische Bedeutung des Religionsgesprächs in Konstantinopel 1172. (Quellen und Beiträge zur Geschichte der Evangelisch-Lutherischen Landeskirche in Braunschweig; Heft 5). Landeskirchenamt Wolfenbüttel, Wolfenbüttel 1998.
- mit Siret Rutiku (Hrsg.): Estland, Lettland und westliches Christentum. Estnisch-deutsche Beiträge zur baltischen Kirchengeschichte. Eestimaa, Liivimaa ja lääne kristlus. Wittig, Kiel 1998, ISBN 3-8048-4451-0.
- Der Braunschweiger Löwe in biblischer Beleuchtung. Beobachtungen zur Wirkungsgeschichte und Theologie. (Quellen und Beiträge zur Geschichte der Evangelisch-Lutherischen Landeskirche in Braunschweig; Heft 10). Landeskirchenamt Wolfenbüttel, Wolfenbüttel 2002, ISBN 3-9807756-4-X.
- Protestanten in der deutschen Geschichte. Geschichtstheologische Rücksichten. Evangelische Verlagsanstalt, Leipzig 2004, ISBN 3-374-02175-1.
- (zusammen mit Günter Weitling): Ansgar in Haithabu. Anfänge des Christentums in Nordeuropa, Ludwig, Kiel 2016, ISBN 978-3-86935-286-2.